# Buchli-aandrijving

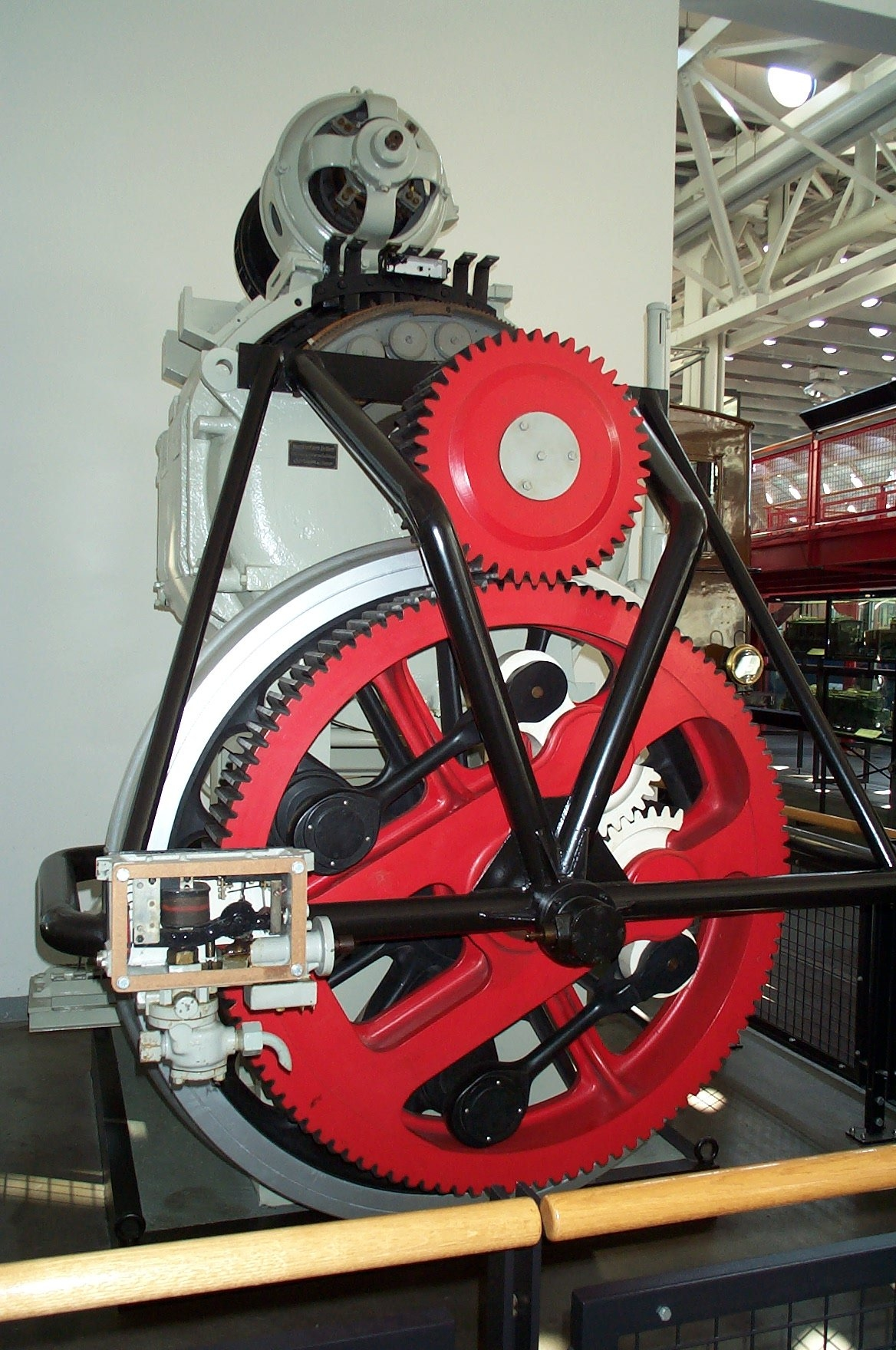
Model van de Buchli-Antrieb in het Verkehrshaus der Schweiz

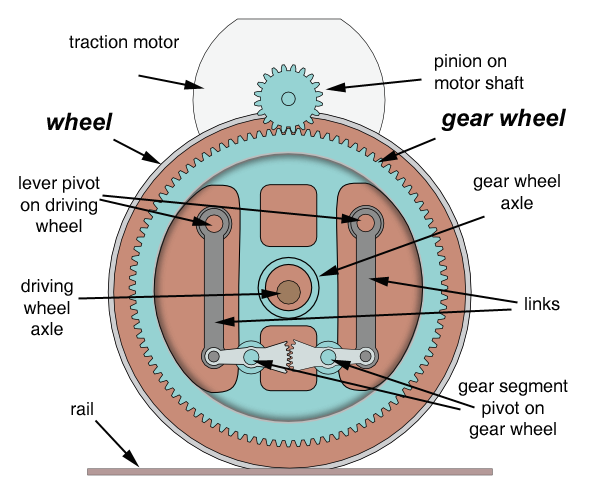
Schema van Buchli-aandrijving

Buchli-aandrijving (ook Buchli-Gelenkhebelantrieb) is een motorophangingsconfiguratie voor elektrische locomotieven genoemd naar de Zwitserse ingenieur Jakob Buchli. Het betreft een constructie waarbij de tractiemotor en de tandwielkast volledig geveerd zijn opgehangen in de lokkast. Hierdoor wordt alleen het draaimoment doorgegeven, terwijl alle andere bewegingen gedempt worden. Dit maakt hogere snelheden mogelijk. Deze constructie werd tijdens de jaren dertig veel gebruikt, maar inmiddels zijn er betere alternatieven ontwikkeld.

## Principe
Buchli-Antrieb wordt gebruikt bij locomotieven waarbij de drijfwielen vast in de lokkast (locomotiefframe) zitten (dus niet in draaistellen). Hierbij is de elektromotor aan één kant met de aandrijfas bevestigd via een zich aan de buitenkant van de locomotief bevindende tandwielkast. Hierin zit naast het drijfwiel een groot tandwiel, dat vast is gelagerd aan de lokkast (vaak via een hulpframe). Dit tandwiel is verbonden met het ongeveerde drijfwiel, door middel van twee koppelstangen en twee tandradsegmenten. Deze maken een (verticale) beweging van het drijfwiel ten opzichte van het tandwiel mogelijk. De koppelstangen zitten aan beide zijden vast door middel van een kogelverbinding, waardoor het mogelijk wordt dat de wielas ten opzichte van de lokkast eenzijdig kan inveren. Het geheel is zeer onderhoudsintensief door de vele bewegende delen die gesmeerd dienen te worden.
De hoogst haalbare snelheid wordt beperkt als gevolg van onbalans in de aandrijving. Afhankelijk van de uitvoering ligt de maximumsnelheid van locomotieven met Buchli-Antrieb meestal tussen de 90 km/h en de 140 km/h.

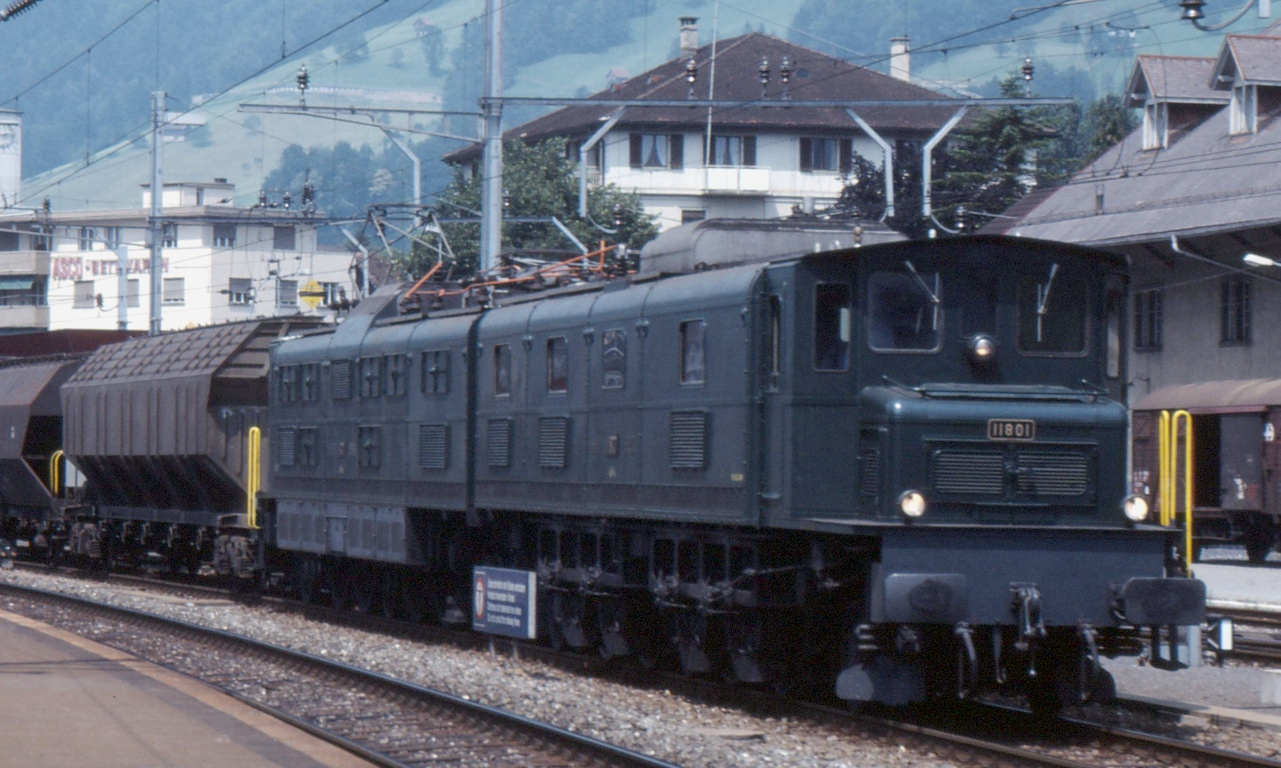
Dubbelloc SBB Ae 8/14 11801. Merk op dat de zijwanden van de beide delen verschillen, doordat de Buchli-Antrieb maar aan één kant zit.

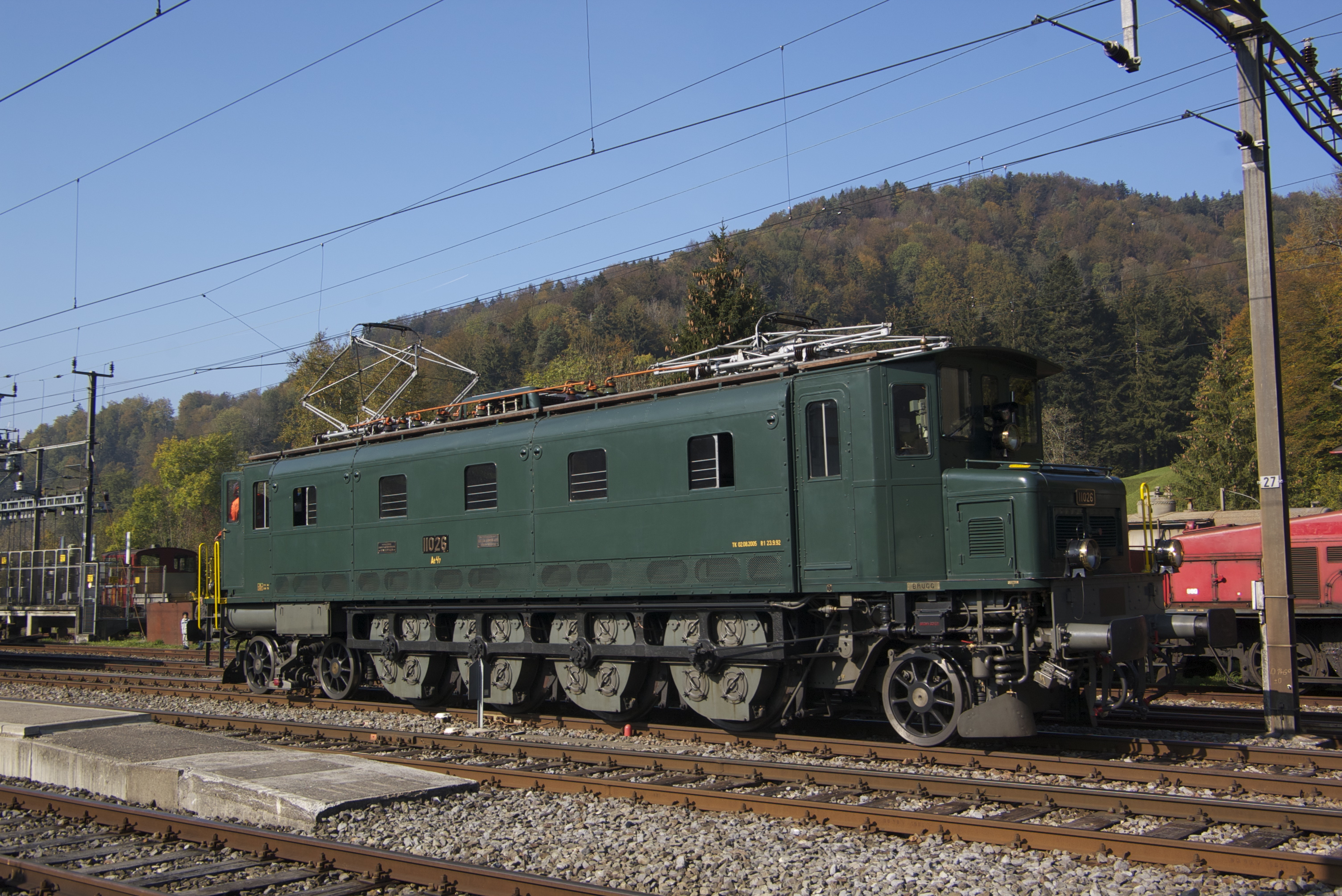
SBB Ae 4/7 met viermaal de tandwielkast met Buchli-aandrijving (in een hulpframe).

## Uitvoering

### Normale uitvoering
Buchli-aandrijving kan op meerdere manieren uitgevoerd worden, maar meestal betreft het een binnenraam (frame tussen de wielen) met individueel en maar aan één zijde aangedreven assen. Het voor de aandrijving benodigde grote tandwiel is daarbij in een hulpframe gelagerd, omgeven door een beschermende kast. Deze constructie is asymmetrisch en daardoor moet alle (zware) hulpapparatuur aan de andere zijde van de locomotief geplaatst worden, zodat het zwaartepunt boven de langsas komt te liggen.

### Tweezijdige aandrijving
Om grotere krachten te kunnen overbrengen werd de drijfas aan twee zijden aangedreven. Hiervoor had de motoras aan beide zijden een rondsel, die elk een groot tandwiel aandreven. Hierbij was de Buchli-Antrieb 90 graden ten opzichte van elkaar gedraaid, om de onbalans te verminderen. De gebruikte rondsels werden geveerd uitgevoerd, om spanning in het mechaniek te voorkomen.
Een dergelijke variant werd onder meer gebruikt in verschillende series Franse sneltreinlocomotieven van de SNCF.

### Overige uitvoeringen
De hierboven beschreven uitvoeringen van de Buchli-aandrijving zijn de meest gebouwde, maar er zijn nog enkele andere varianten. Bij enkele locomotieven is een buitenraam toegepast (frame buiten de wielen om), met het grote tandwiel op een holle as, die om de drijfas is geplaatst. In een heel enkel geval werd het tandwiel niet door één, maar door twee elektromotoren aangedreven. Verder is ook een patent voor aandrijving van twee assen door één motor, maar hiervan is geen toepassing bekend.

## Gebruik
In de jaren '20 van de twintigste eeuw maakte de "Buchli-Antrieb" de bouw van sterke elektrische sneltreinlocomotieven mogelijk. Toepassing van grotere elektromotoren werd mogelijk, doordat deze volledig afgeveerd ingebouwd konden worden, waardoor de krachten op zowel de elektromotor als de spoorbaan bij hogere snelheid niet te groot werden. Omdat de constructie nogal onderhoudsintensief was, werd deze alleen gebruikt waar er geen alternatieven voorhanden waren, namelijk de locomotieven voor de zware sneltreinen, die zowel een groot vermogen als een hoge maximumsnelheid (voor die tijd) nodig waren.
Verdere ontwikkelingen maakten de Buchli-aandrijving overbodig. Verbeteringen aan de elektromotoren maakten deze lichter en kleiner, waardoor andere aandrijfvormen mogelijk werden (o.a. inbouw in draaistellen). Bij snelheden waar men voorheen Buchli-Antrieb gebruikte, werd steeds vaker tramophanging toegepast, wat mogelijk werd door verbetering van de toegepaste lagers. De maximumsnelheid voor sneltreinen werd steeds hoger, waardoor men voor dergelijke locomotieven over ging op verschillende vormen van (kardan-)Hohlwellen-Antrieb.

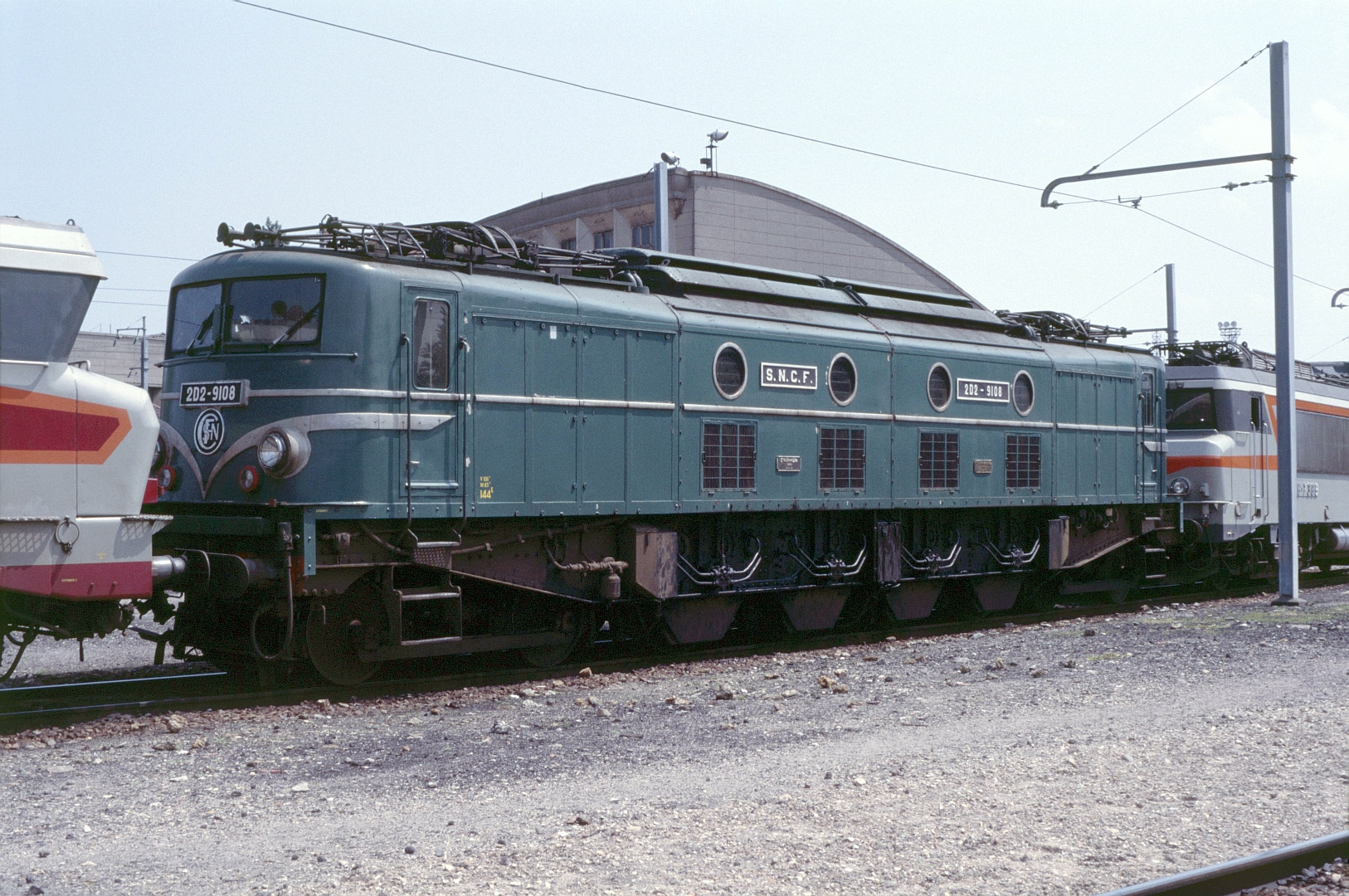
SNCF 2D2-9108 met tweezijdige Buchli-aandrijving.

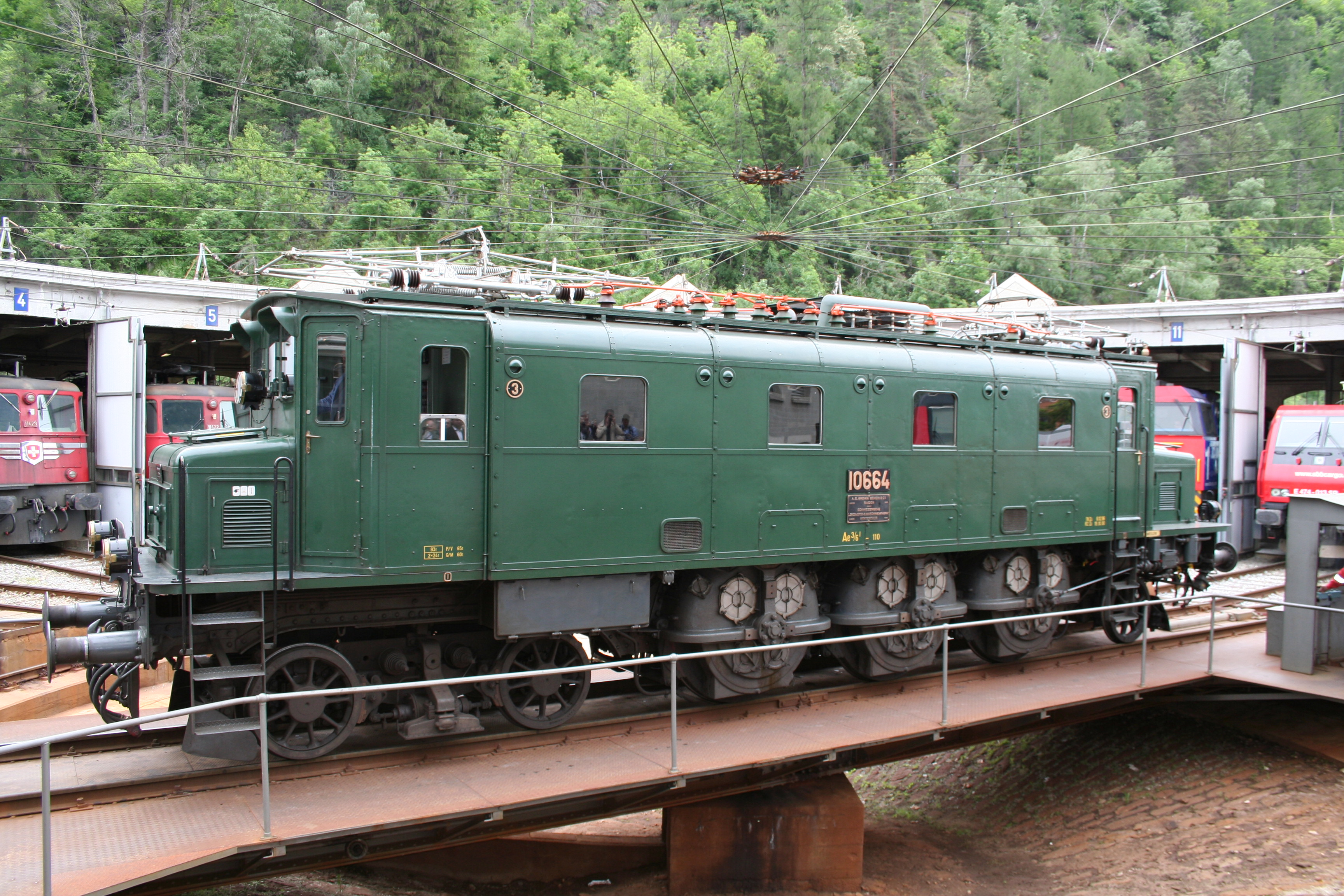
SBB Ae 3/6^{I} met drie drijfassen.

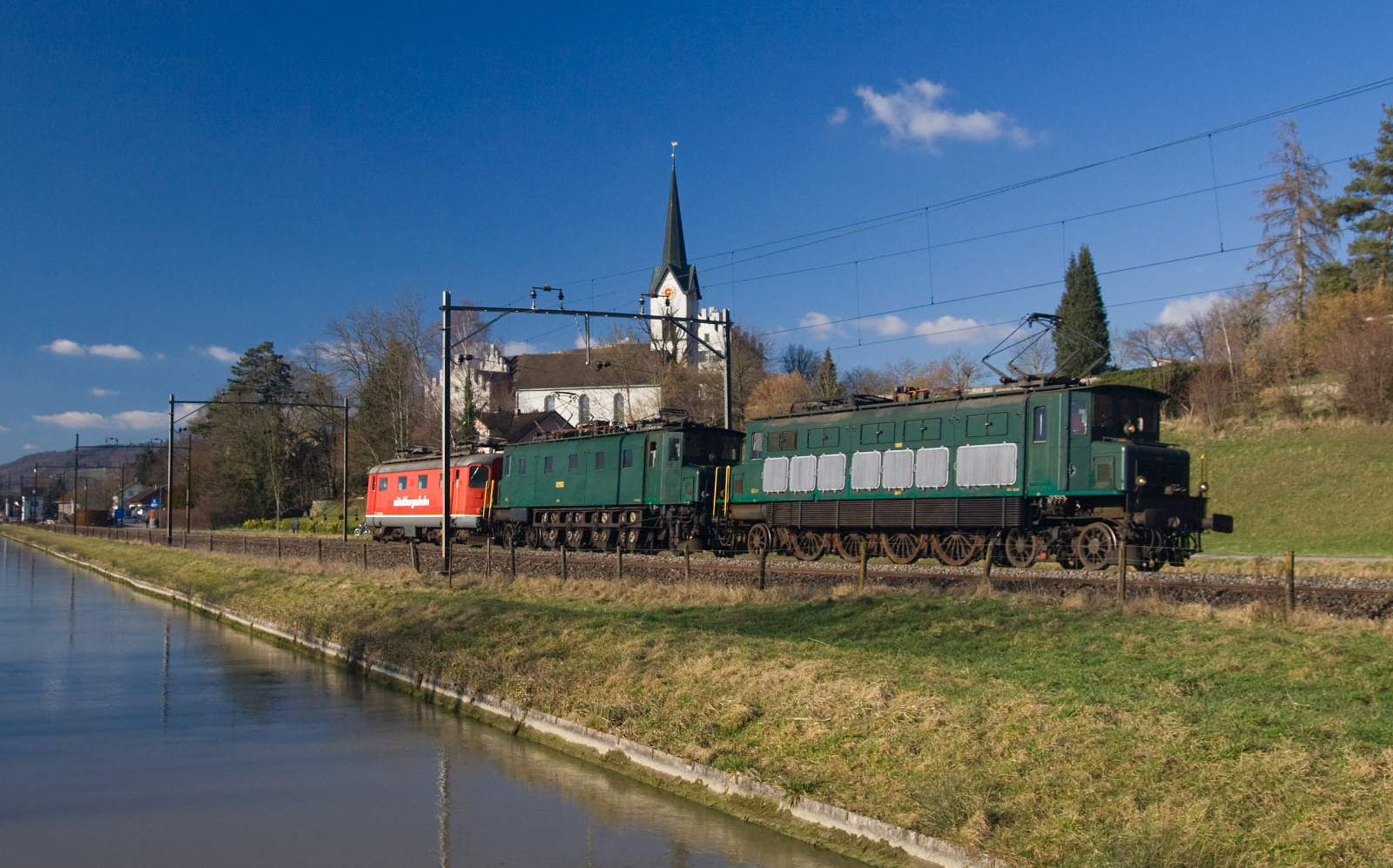
Tweemaal Ae 4/7. Let ook op de verschillen in de zijwanden, door de eenzijdig uitgevoerde Buchli-aandrijving.

## Locomotieven met Buchli-aandrijving
De SBB had zo'n 240 locomotieven met Buchli-aandrijving in dienst, die meer dan 60 jaar lang zijn ingezet. De serie Ae 3/6I is zelfs 73 jaar in dienst geweest, van 1921 tot 1994. Ook verschillende Franse spoorwegen hebben om en nabij de 100 sneltreinlocomotieven met Buchli-Antrieb gehad, die ongeveer 50 jaar dienstgedaan hebben.
- Schweizerische Bundesbahnen (SBB)
  - SBB Be 2/5 (Versuchslokomotive)
  - SBB Ae 4/8 (Versuchslokomotive)
  - SBB Ae 3/6I
  - SBB Ae 4/7
  - SBB Ae 8/14 11801
- Deutsche Reichsbahn
  - Baureihe E16 (DB BR 116)
  - DR-Baureihe ET 11 (ET 11 01); treinstel uit 1935, uitgevoerd met buitenraam, tijdens ombouw in 1954 werd de Buchli-aandrijving vervangen door tramophanging.
- Société nationale des chemins de fer français (SNCF)
  - SNCF 2D2 5400 - tweezijdige aandrijving (afbeelding[dode link])
  - SNCF 2D2 5500 - tweezijdige aandrijving (afbeelding)
  - SNCF 2D2 9100 - tweezijdige aandrijving (Zie afbeelding rechts)
- PT Kereta Api Indonesia
  - 3000 – 4 stuks, asindeling 1'Do1', geschikt voor 1500 V, gebouwd door Werkspoor (Nederland), bouwjaar 1924, afgevoerd ca. 1976
- Japanese National Railways
  - 7000 – asindeling (1A)Bo(A1), bouwjaar 1926
- Indian Railways
  - EC/1 4002 – asindeling 2'Co2', bouwjaar 1927 (afbeelding)
- Red Nacional de los Ferrocarriles Españoles (RENFE)
  - RENFE serie 272 – 12 stuks, asindeling 2'Co'Co'2', geschikt voor 1500 V, bouwjaar 1928
- Companhia Paulista de Estradas de Ferro, Brazilië
  - 320 – asindeling 1'Do1', bouwjaar 1932 (afbeelding)
- Ceskoslovenské státní dráhy (CSD)
  - CSD E 465.0 – 2 stuks, asindeling 1'Do1', geschikt voor 1500 V, bouwjaar 1927, afgevoerd 1962
- Pennsylvania Railroad
  - Pennsylvania Railroad O1B – 2 stuks, asindeling 2'Bo2', met buitenraam en twee tractiemotoren per as
- Ferrovia Circumvesuviana, Italië
  - 1'Do1' Locomotief (type en nummer onbekend)

## Patenten
- U.S. Patent 1298881 ; Shaft-Coupling (Jacob Buchli, 1 april 1919)
- U.S. Patent 304997 ; Kupplung (7 december 1916)
- U.S. Patent 1683674 ; Locomotive structure (Karl Howard, 18 augustus 1926)